# Thermidor Records
Thermidor Records wurde Anfang der 1980er Jahre von Per Rob Carducci, der darüber hinaus auch Mitarbeiter des Labels SST Records war, und Jon Boshard gegründet. Der musikalische Schwerpunkt der Thermidor Records-Veröffentlichungen galt dem Genre Industrial. Neben SST arbeitete das Label eng mit Systematic Record Distribution und Subterranean Records zusammen. Erste Veröffentlichung war eine Single der Punkband Flipper. Zu den bekanntesten Veröffentlichungen zählen der US-Import des Birthday-Party-Albums Prayers on Fire, die beiden ONO-LPs sowie das Debütalbum von SPK (Band). Auch die Bremer Industrialband Gerechtigkeits Liga erschien auf dem Label. The Nig Heist war ein Projekt des Black Flag-Roadies Mugger und veröffentlichte eine Single und ein Album auf dem Label.

## Diskografie
- 1981: Flipper: Love Canal/Ha Ha Ha (Single)
- 1981: The Birthday Party: Prayers on Fire (LP)
- 1981: The Tikis: Surfadelic (Single)
- 1982: Arthur Harrison & Rupert Chappelle: Jobs for America (LP)
- 1982: Meat Puppets: Same (LP)
- 1982: Minutemen: Bean-Spill (EP)
- 1982: SPK (Band): Leichenschrei (LP)
- 1982: The Nig-Heist: Walking Down the Street (Single)
- 1982: Oil Tasters: Same (LP)
- 1982: Sport of Kings: Sing Mary Song (LP)
- 1983: ONO: Machines That Kill People (LP)
- 1983: XX Comittee: Network (LP)
- 1984: The Nig-Heist: Snort My Load (LP)
- 1985: Toiling Midgets: Dead Beats (LP)
- 1986: ONO: Ennui (LP)